# Kustjärnen (Husby socken, Dalarna)
Kustjärnen är en sjö i Hedemora kommun i Dalarna och ingår i Dalälvens huvudavrinningsområde.